# Staškovce
Staškovce – wieś (obec) na Słowacji położona w kraju preszowskim, w powiecie Stropkov. Pierwsze wzmianki o miejscowości pochodzą z 1408 roku.
Według danych z dnia 31 grudnia 2012 roku, wieś zamieszkiwały 253 osoby, w tym 141 kobiet i 112 mężczyzn.
W 2001 roku rozkład populacji względem narodowości i przynależności etnicznej wyglądał następująco:
- Słowacy – 72,95%
- Czesi – 0,71%
- Romowie – 3,91%
- Rusini – 21%
- Ukraińcy – 1,07%

Ze względu na wyznawaną religię struktura mieszkańców kształtowała się w 2001 roku następująco:
- Katolicy rzymscy – 5,34%
- Grekokatolicy – 79,72%
- Ewangelicy – 0,71%
- Prawosławni – 5,69%
- Ateiści – 7,12%
- Nie podano – 0,71%